# Puchar Europy w Lekkoatletyce 1999
20 Puchar Europy w lekkoatletyce – międzynarodowa impreza lekkoatletyczna, która odbyła się w weekend 19 - 20 czerwca 1999. Zawody Pucharu Europy organizowało Europejskie Stowarzyszenie Lekkoatletyczne.

## Superliga
Zawody Superligi Pucharu Europy odbyły się na Stade Sébastien Charléty w stolicy Francji Paryżu. Zwycięstwo wśród mężczyzn wywalczyła reprezentacja Niemiec, a wśród kobiet bezkonkurencyjne okazały się zawodniczki reprezentujące Rosję.

### Tabela końcowa
| Pozycja | Reprezentacja   | Punkty |
| ------- | --------------- | ------ |
| 1       | Niemcy          | 122    |
| 2       | Włochy          | 98,5   |
| 3       | Wielka Brytania | 97     |
| 4       | Rosja           | 95     |
| 5       | Francja         | 81,5   |
| 6       | Grecja          | 80     |
| 7       | Polska          | 79     |
| 8       | Czechy          | 62     |

| Pozycja | Reprezentacja   | Punkty |
| ------- | --------------- | ------ |
| 1       | Rosja           | 127    |
| 2       | Rumunia         | 99     |
| 3       | Francja         | 97     |
| 4       | Niemcy          | 93,5   |
| 5       | Włochy          | 71     |
| 6       | Wielka Brytania | 68,5   |
| 7       | Polska          | 65     |
| 8       | Czechy          | 62     |